# Prince of Wales (Schiff, 2019)

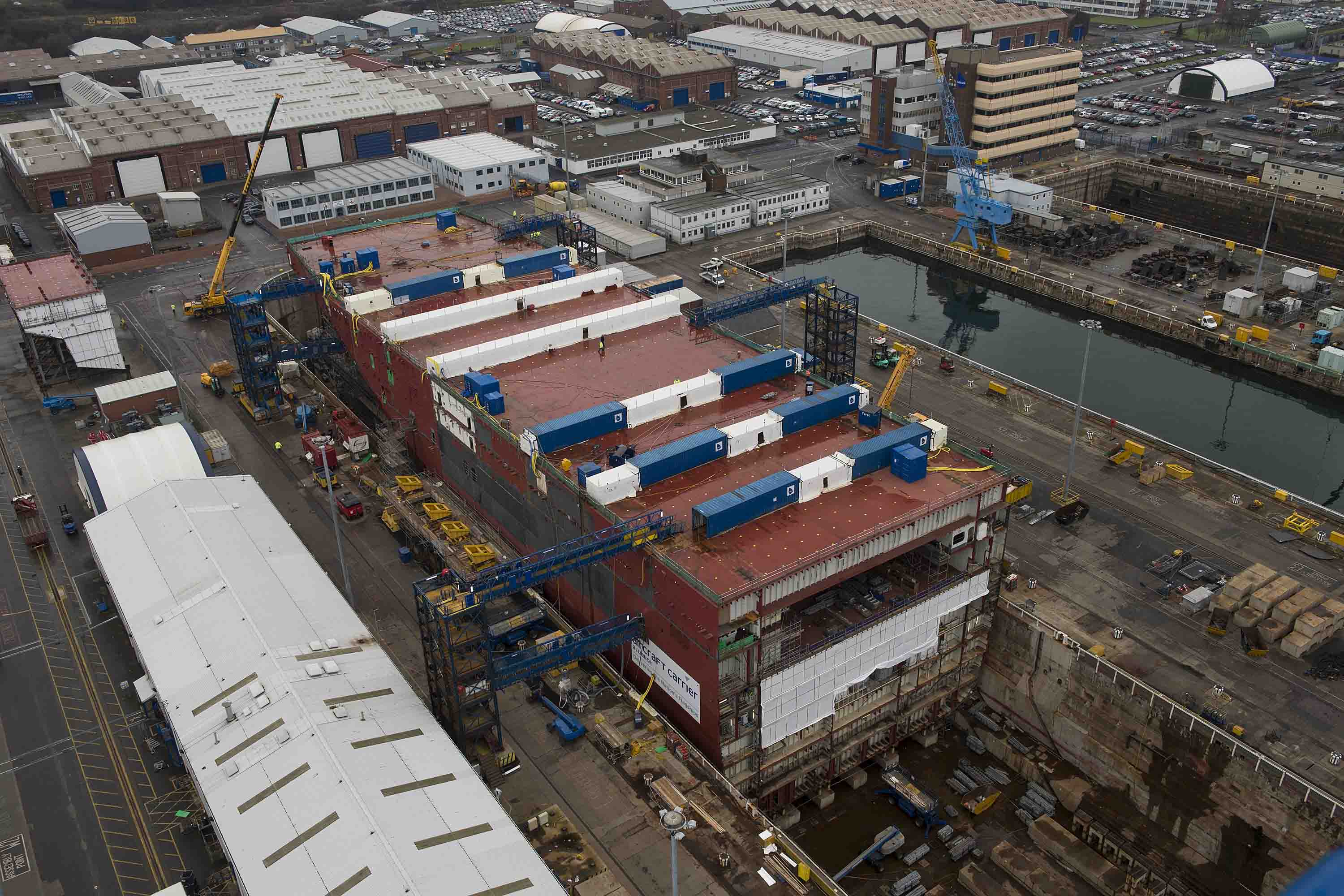
Die Prince of Wales in Bau, Dezember 2014

HMS Prince of Wales (R09) ist der zweite Flugzeugträger der Queen-Elizabeth-Klasse der Royal Navy. Das Schiff wurde in gleicher Konfiguration wie ihr Schwesterschiff, die Queen Elizabeth, 2019 in Dienst gestellt und ersetzt zusammen mit ihr die drei Flugzeugträger der Invincible-Klasse.

## Konstruktion
Die Prince of Wales entstand zunächst im STOVL-Design. Die gesamte Konstruktion ist jedoch so ausgelegt, dass Fangseile und Startkatapulte für den Einsatz als CTOL-Flugzeugträger problemlos nachgerüstet werden könnten. Im Oktober 2010 gab die Regierung sogar bekannt, dass der Träger gleich in der CTOL-Konfiguration gebaut werden soll; die Pläne wurden aber 2012 wieder verworfen. Der Flugzeugträger entstand ab 2011 in einer Werft im schottischen Rosyth. Ende 2016 waren etwa 80 Prozent der Schiffshülle bereits fertiggestellt. Am 8. September 2017 wurde das Schiff von Camilla, Duchess of Cornwall, auf den ursprünglich vorgesehenen Namen HMS Prince of Wales getauft und am 21. Dezember 2017 wurde das Schiff vom Stapel gelassen. Es stach am 19. September 2019 erstmals in See und lief am 16. November des Jahres erstmals seinen Heimathafen Portsmouth an. Im Mai 2020 wurde auf der Prince of Wales ein Wassereinbruch festgestellt, den die Royal Navy als gering beschrieb („minor“). Im Oktober 2020 wurde jedoch ein signifikanter Wassereinbruch festgestellt, der zu Beschädigungen elektrischer Anlagen und Verkabelungen führte. Das Schiff lief am 30. April in der Portsmouth Naval Base ein. Anfang Oktober 2021 wurde die volle Einsatzbereitschaft des Schiffes erklärt.

## Ausstattung
Als Ersatz für den Hawker Siddeley Harrier beschaffte Großbritannien neue Kampfflugzeuge vom Typ F-35B Lightning II (STOVL), die erstmals im Juni 2021 von der Prince of Wales aus operierten. Der Flugzeugträger soll regulär mit lediglich zwölf dieser Jets sowie einigen Hubschraubern wie dem Merlin AgustaWestland AW101 für den Transport von Personal und Material belegt sein.
Grundsätzlich richtet sich die Zusammensetzung des Geschwaders Carrier Air Wing (CVW) jedoch nach der jeweiligen Mission. Als Strike Carrier können maximal 36 Lightnings eingeschifft werden. Falls vermehrt Transport- oder Kampfhubschrauber benötigt werden, können bis zu 40 Hubschrauber (Chinook, Merlin, Apache oder andere) an Bord genommen werden.

## Name
Nachdem der Flugzeugträger Ark Royal im Jahre 2011 außer Dienst gestellt wurde, ist der traditionsreiche Schiffsname Ark Royal in der Royal Navy zurzeit nicht vergeben. Der als Namensgeber vorgesehene Prince of Wales regte an, die in Bau befindliche Prince of Wales nach der Fertigstellung in Ark Royal umzubenennen.

## Trivia
Am 29. August 2022 ereignete sich bei dem Träger auf dem Weg zu gemeinsamen Übungen mit der US Navy, US Marines und der Royal Canadian Navy ein Schaden an der Propellerwelle.